# سينثيا كارلسون
سينثيا كارلسون (بالإنجليزية: Cynthia Carlson)‏ هي رسامة أمريكية، ولدت في 1942 في شيكاغو في الولايات المتحدة.